# Barrio Don Orione (Florencio Varela)
El barrio Don Orione es uno de los siete de la localidad de Zeballos, del partido de Florencio Varela, Argentina. 
En su último Censo del 2010 la población del barrio es de 8163 personas.
En el barrio se puede encontrar la parroquia "Madre de Dios" del Obispado de Quilmes, también la vieja confección del Ferrocarril Provincial de Buenos Aires y el polideportivo municipal "Don Orione".